# Alessandro Zezzos
Alessandro Zezzos (Venezia, 12 febbraio 1848 – Vittorio Veneto, 1914) è stato un pittore italiano di scene di genere, ritratti e vedute.

## Biografia
Nato a Venezia da madre veneziana e padre greco, dopo aver completato gli studi classici, frequentò l'Accademia di Belle Arti di Venezia, dove seguì anche i corsi di Pompeo Molmenti. 
Suoi compagni d'accademia furono, tra gli altri, Alessandro Milesi, Bartolomeo Bezzi, Guglielmo Ciardi, Antonio Dal Zotto, Pietro Fragiacomo, Emilio Marsili, Augusto Sezanne, Ettore Tito, Luigi Nono e Giacomo Favretto.
Influenzato da quest'ultimo, di cui fu grande amico, si dedicò a scene veneziane dall'ambientazione settecentesca, specializzandosi soprattutto nell'acquerello.
L'artista iniziò a diventare noto nel 1871, quando Molmenti scrisse per L'arte in Italia un articolo in cui elogiava il talento dei tre giovani pittori veneziani Federico Zandomeneghi, Guglielmo Ciardi e Alessandro Zezzos.
Nel 1873 espose a Venezia i dipinti Scena famigliare e Né sposo né figlio; nel 1877, a Parigi, I saltimbanchi e I piccioni di San Marco.
Nel 1892 eseguì le illustrazioni per The Grand Canal, un capitolo del taccuino di viaggio Ore italiane di Henry James.
Operò prevalentemente nella sua città natale, ma dopo la morte della moglie, nel 1904, iniziò a viaggiare all'estero, soggiornando a Londra, Berlino, Vienna e Parigi, dove restò fino al 1910.
Nel 1907, durante il suo breve periodo veneziano, Umberto Boccioni entrò in contatto con Zezzos che gli instillò l'interesse per le acqueforti.

## Opere principali
- Ritratto di bambina, Galleria d'Arte Moderna di Ca' Pesaro, Venezia
- Popolane, Galleria d'Arte Moderna di Ca' Pesaro, Venezia
- Testa di contadina, Galleria d'Arte Moderna di Ca' Pesaro, Venezia
- Calle di Venezia, Galleria Nazionale d'Arte Moderna, Roma
- Laguna di sera, Galleria Nazionale d'Arte Moderna, Roma
- All'esterno di San Marco,  Walker Art Gallery, Liverpool
- Ritratto d'ignota, Galleria d'Arte Moderna di Palazzo Pitti, Firenze
- L'aratro

## Galleria d'immagini

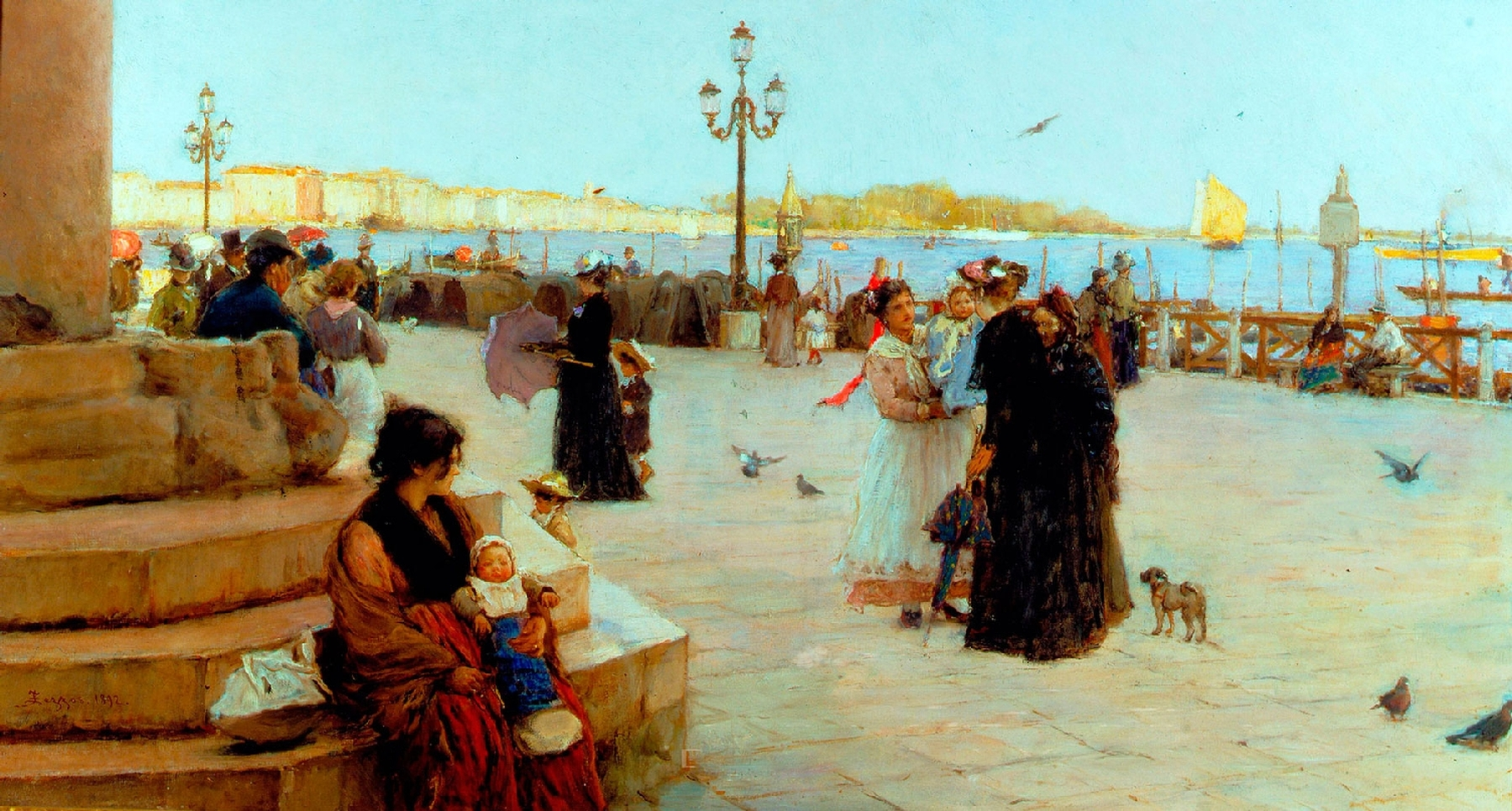
Di fronte al Palazzo del Doge (1892)
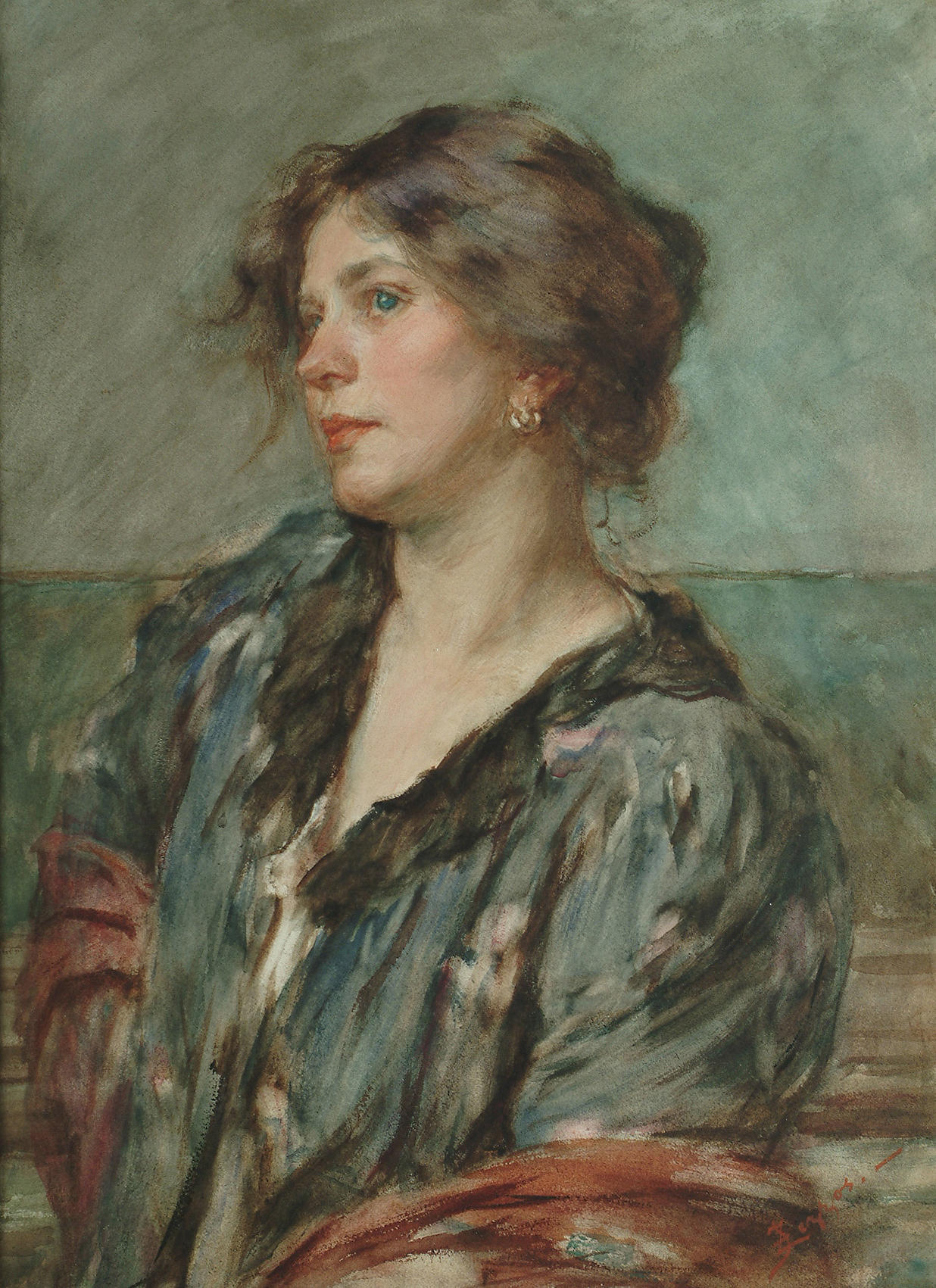
Signora veneziana
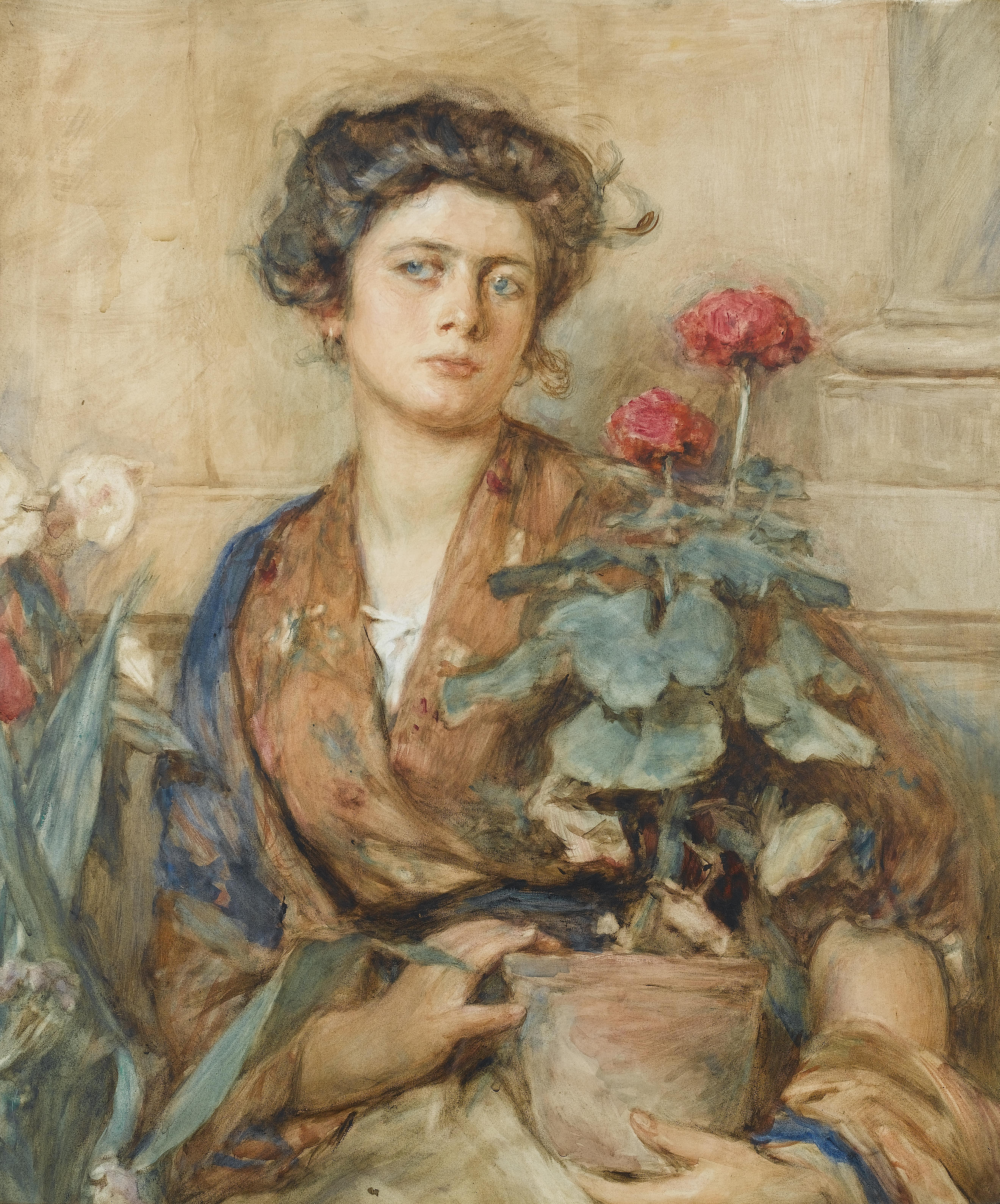
Ritratto di giovane signora
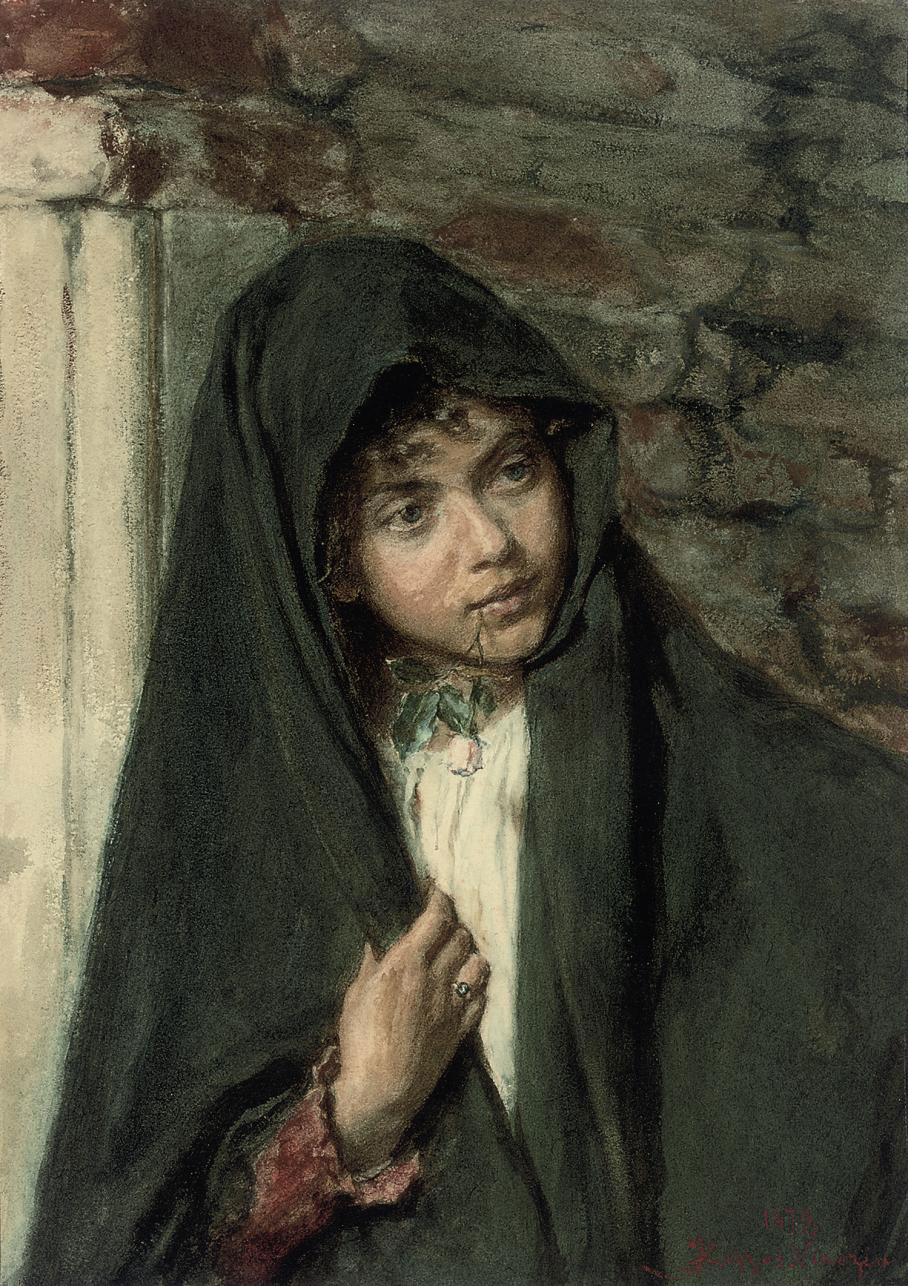
Sguardo curioso
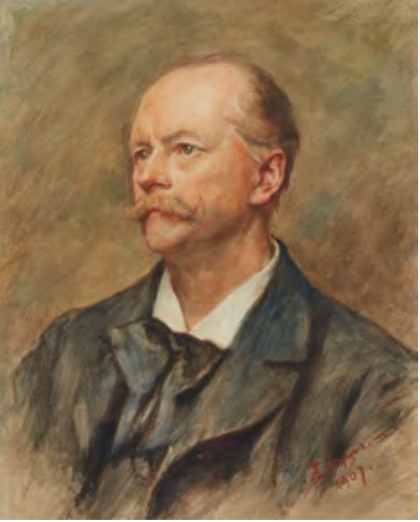
Ritratto di Henri Duparc, (1907)